# یاسوهیرو یوشیورا
یاسوهیرو یوشیورا (انگلیسی: Yasuhiro Yoshiura؛ زادهٔ ۳ آوریل ۱۹۸۰) کارگردان پویانمایی، فیلم‌نامه‌نویس اهل ژاپن است. وی از سال ۲۰۰۱ میلادی تاکنون مشغول فعالیت بوده‌است.